# Кахиани, Иосиф Георгиевич
Иосиф Георгиевич Кахиани (1921 — 1992) — советский альпинист, заслуженный мастер спорта СССР (1961), заслуженный тренер РСФСР (1967), многократный победитель и призёр чемпионатов СССР по альпинизму, один из организаторов горно-спасательной службы в Приэльбрусье.
В честь Иосифа Кахиани названа горная вершина на Кавказе.

## Биография
Иосиф Кахиани родился 16 февраля 1921 года в Верхней Сванетии, в селе Адиши Местийского района Грузии (в то время — Грузинская Демократическая Республика) — родном селе его матери. По другим данным — он родился в Мулахи недалеко от Местиа. Община Мулахи включает в себя село Жабеши, где жил его отец. По сведениям самого́ Кахиани, его перенесли через перевал из Адиши в Жабеши в трёхмесячном возрасте.
По воспоминаниям Кахиани, в первый раз он участвовал в спасательных работах в горах в 1935 году, когда ему было 14 лет — его взял с собой Годжи Зуребиани (в будущем — чемпион СССР и заслуженный мастер спорта СССР). Они транспортировали тела сорвавшихся с гребня украинских альпинистов.
Сванское имя Кахиани — Эрмиле, он был «переименован» в Иосифа, когда перед войной учился в техникуме физической культуры в Тбилиси, также и отчество его в военных документах указывается Григорьевич.
В 1941—1945 годах — на фронтах Великой Отечественной войны, гвардии старший сержант, был командиром отделения разведки 362-го стрелкового полка 315-й стрелковой Мелитопольской дивизии, командиром взвода. Награждён Орденом Отечественной войны (06.04.1985), медалью «За отвагу» за бои при штурме Севастополя 9 мая 1944 (20.07.1947) и другими.
В 1950-х и 1960-х годах участвовал во многих высотных и технических восхождениях на Кавказе и Памире, три раза побеждал в первенстве СССР по альпинизму, а также был серебряным и бронзовым призёром. На многих восхождениях его партнёром был другой известный альпинист из Сванетии — Михаил Хергиани. В частности, в 1957 году они в двойке прошли сложный и опасный маршрут по северо-западной стене горы Донгузорун. В 1955 году присвоено звание мастер спорта СССР. Представлял общество «Шахтер».
Долгое время работал в Приэльбрусье начальником спасательной службы, расположенной в гостинице «Чегет».
Иосиф Кахиани скончался в 1992 году в Мулахи.

## Спортивные достижения

### Чемпионаты СССР по альпинизму
Данные приведены в соответствии с информацией из книги П. С. Рототаева.
- 1955 год —  1-е место (высотный класс), первопрохождение маршрута на пик Коммунизма с ледника Гармо, руководитель команды Грузинского альпинистского клуба, в которую входили Леван Ахвледиани, Джумбер Медзмариашвили и Михаил Хергиани.
- 1957 год —  3-е место (технический класс), первопрохождение маршрута на гору Донгузорун по северо-западной стене, в двойке с Михаилом Хергиани («Спартак»).
- 1958 год —  3-е место (технический класс), первопрохождение маршрута на центральную вершину Тютюбаши по северной стене, руководитель команды «Спартака», в которую входили Игорь Полевой, Шакир Тенишев, Михаил Хергиани, Шалва Маргиани и Михаил Хергиани-младший.
- 1959 год —  1-е место (высотный класс), первовосхождение на пик Ворошилова (ныне пик Ахмади Дониша), в группе под руководством Виталия Абалакова, в которую также входили Яков Аркин, Герман Аграновский, Пётр Буданов, Николай Гусак, Геннадий Ильинский, Владимир Кизель, Константин Клецко, Иван Лапшенков и Лев Филимонов.
- 1960 год —  2-е место (высотный класс), первопрохождение маршрута на пик Ленина с севера, в группе под руководством Якова Аркина, в которую также входили Владимир Кизель, Лев Филимонов и Герман Аграновский.
- 1962 год —  2-е место (технический класс), восхождение на пик Щуровского по северной стене, в команде Кабардино-Балкарии под руководством Михаила Хергиани, в которую также входили Гелий Степанов, Абу Амшоков, Михаил Залиханов и Виктор Наугольный.
- 1966 год —  1-е место (высотно-технический класс), первопрохождение маршрута на пик Таджикистан по восточной стене, руководитель команды Кабардино-Балкарии, в которую входили Михаил Залиханов, Али Керимов, Виктор Наугольный, Юрий Порохня, Гелий Степанов, Сергей Шацкий и Станислав Шведов.

## Память
Именем Кахиани назван пик Иосифа Кахиани в горном узле Донгузорун-Чегет-Карабаши на Кавказе, высота 3367 м.